# Pelexia sancta
Pelexia sancta là một loài thực vật có hoa trong họ Lan. Loài này được (Rchb.f. & Warm.) Garay mô tả khoa học đầu tiên năm 1980.